# Shona Rubens
Shona Rubens (née le 31 octobre 1986  à Sydney (Australie)) est une skieuse alpine canadienne.

## Palmarès

### Jeux olympiques
| Épreuve / Édition       | Turin 2006 | Vancouver 2010 |
| Descente                | 26e        | 21e            |
| Super G                 | -          | Abandon        |
| Slalom géant            | -          | 28e            |
| Combiné / super combiné | Abandon    | 12e            |

### Coupe du monde
- Participation : de 2005 à 2010.
- Meilleur classement général : 76e en 2010.
- Meilleur résultat : 10e.